# شهرستان کارتوزه
شهرستان کارتوزه (به لاتین: Kartuzy County) یک شهرستان در لهستان است که در استان پومرانی واقع شده‌است.

## خصوصیات
شهرستان کارتوزه ۱٬۱۲۰٫۰۴ کیلومترمربع مساحت و ۱۰۹٬۳۱۱ نفر جمعیت دارد.